# Scania R
Scania R — это крупнотоннажный грузовой автомобиль,который серийно выпускается шведской компанией Scania c 2004 года.

## Первое поколение (2004—2016)

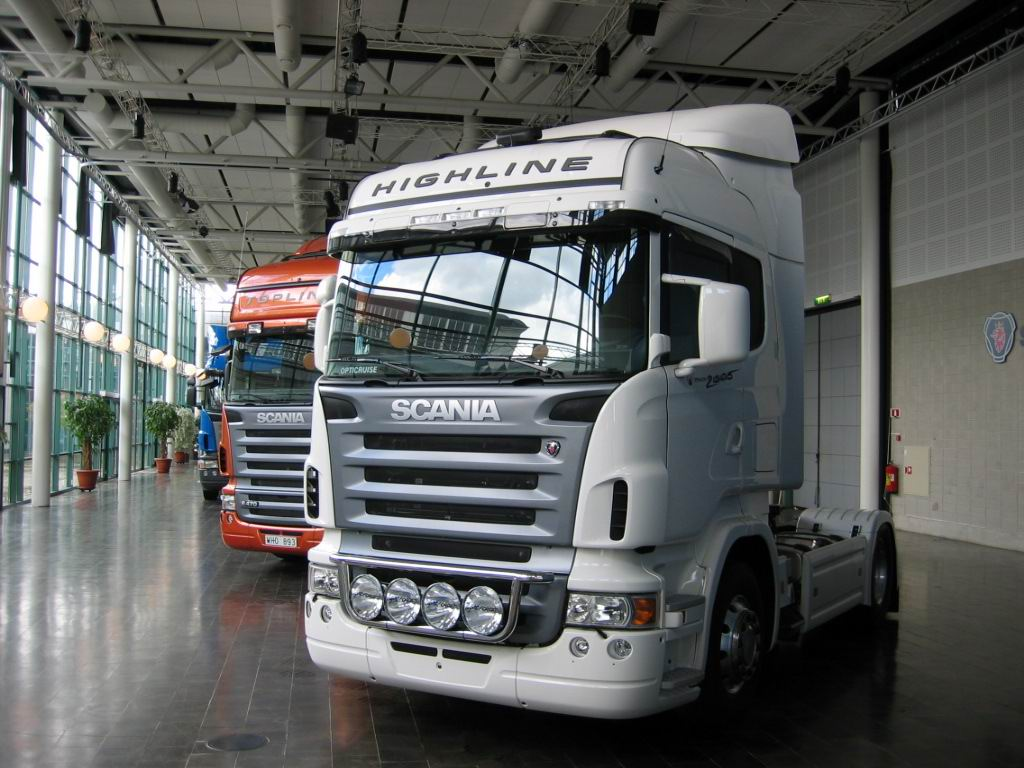
SCANIA R - Series Первого поколения.

Впервые автомобиль Scania R был представлен в 2004 году. В 2005 и 2010 годах автомобиль получил премию «Truck of the Year».
В 2009 и 2013 годах модель была модернизирована путём изменения решётки радиатора, фар и оснащения для сокращения расхода топлива (то есть рестайлинг) . Но для этого система Scania Active Prediction получила специальный экономичный режим. В итоге расход топлива удалось снизить примерно на 8% для двигателей Евро-6 и на 5% для двигателей Евро-3/4/5.
В середине апреля 2010 года была представлена модификация R730 с двигателем V8 16,4 л с технологией XPI мощностью 730 л. с. уровня Евро-5.

### Двигатели
| Модель                | Обозначение двигателя | Количество и расположение цилиндров | Объём                | Мощность                | Крутящий момент               | Топливо                                         | Нормы выбросов       |
| 9-литровые двигатели  | 9-литровые двигатели  | 9-литровые двигатели                | 9-литровые двигатели | 9-литровые двигатели    | 9-литровые двигатели          | 9-литровые двигатели                            | 9-литровые двигатели |
| --------------------- | --------------------- | ----------------------------------- | -------------------- | ----------------------- | ----------------------------- | ----------------------------------------------- | -------------------- |
| R270                  | DC9 E02               | Р5                                  | 8,9 л                | 198 кВт при 1900 об/мин | 1200 Н*м при 1100—1400 об/мин | Этанол                                          | Евро-5 / EEV         |
| R280                  | OC09 101              | Р5                                  | 9,3 л                | 206 кВт при 1900 об/мин | 1350 Н*м при 1000—1400 об/мин | Природный газ                                   | Евро-6               |
| R350                  | OC09 102              | Р5                                  | 9,3 л                | 250 кВт при 1900 об/мин | 1600 Н*м при 1000—1400 об/мин | Природный газ                                   | Евро-6               |
| R250                  | DC09 111              | Р5                                  | 9,3 л                | 184 кВт при 1800 об/мин | 1250 Н*м при 1000—1300 об/мин | Дизельное                                       | Евро-6               |
| R280                  | DC09 113              | Р5                                  | 9,3 л                | 206 кВт при 1900 об/мин | 1400 Н*м при 1000—1350 об/мин | Дизельное                                       | Евро-6               |
| R320                  | DC09 108              | Р5                                  | 9,3 л                | 235 кВт при 1900 об/мин | 1600 Н*м при 1050—1300 об/мин | Дизельное                                       | Евро-6               |
| R360                  | DC09 112              | Р5                                  | 9,3 л                | 265 кВт при 1900 об/мин | 1700 Н*м при 1100—1350 об/мин | Дизельное                                       | Евро-6               |
| 13-литровые двигатели |                       |                                     |                      |                         |                               |                                                 |                      |
| R370                  | DC13 116              | Р6                                  | 12,7 л               | 272 кВт при 1900 об/мин | 1900 Н*м при 1000—1300 об/мин | Дизельное                                       | Евро-6               |
| R410                  | DC13 115              | Р6                                  | 12,7 л               | 302 кВт при 1900 об/мин | 2150 Н*м при 1000—1300 об/мин | Дизельное                                       | Евро-6               |
| R450                  | DC13 124              | Р6                                  | 12,7 л               | 331 кВт при 1900 об/мин | 2350 Н*м при 1000—1300 об/мин | Дизельное                                       | Евро-6               |
| R490                  | DC13 125              | Р6                                  | 12,7 л               | 360 кВт при 1900 об/мин | 2550 Н*м при 1000—1300 об/мин | Дизельное                                       | Евро-6               |
| 16-литровые двигатели |                       |                                     |                      |                         |                               |                                                 |                      |
| R520                  | V8                    | DC16 101                            | 16,4 л               | 382 кВт при 1900 об/мин | Дизельное (топливо)           | 2700 Н*м при 1000—1300 об/мин (крутящий момент) | Евро-6               |
| R580                  | V8                    | DC16 102                            | 16,4 л               | 427 кВт при 1900 об/мин | Дизельное (топливо)           | 2950 Н*м при 1000—1350 об/мин (крутящий момент) | Евро-6               |
| R730                  | V8                    | DC16 103                            | 16,4 л               | 537 кВт при 1900 об/мин | Дизельное (топливо)           | 3500 Н*м при 1000—1300 об/мин (крутящий момент) | Евро-6               |

## Второе поколение (2016—настоящее время)

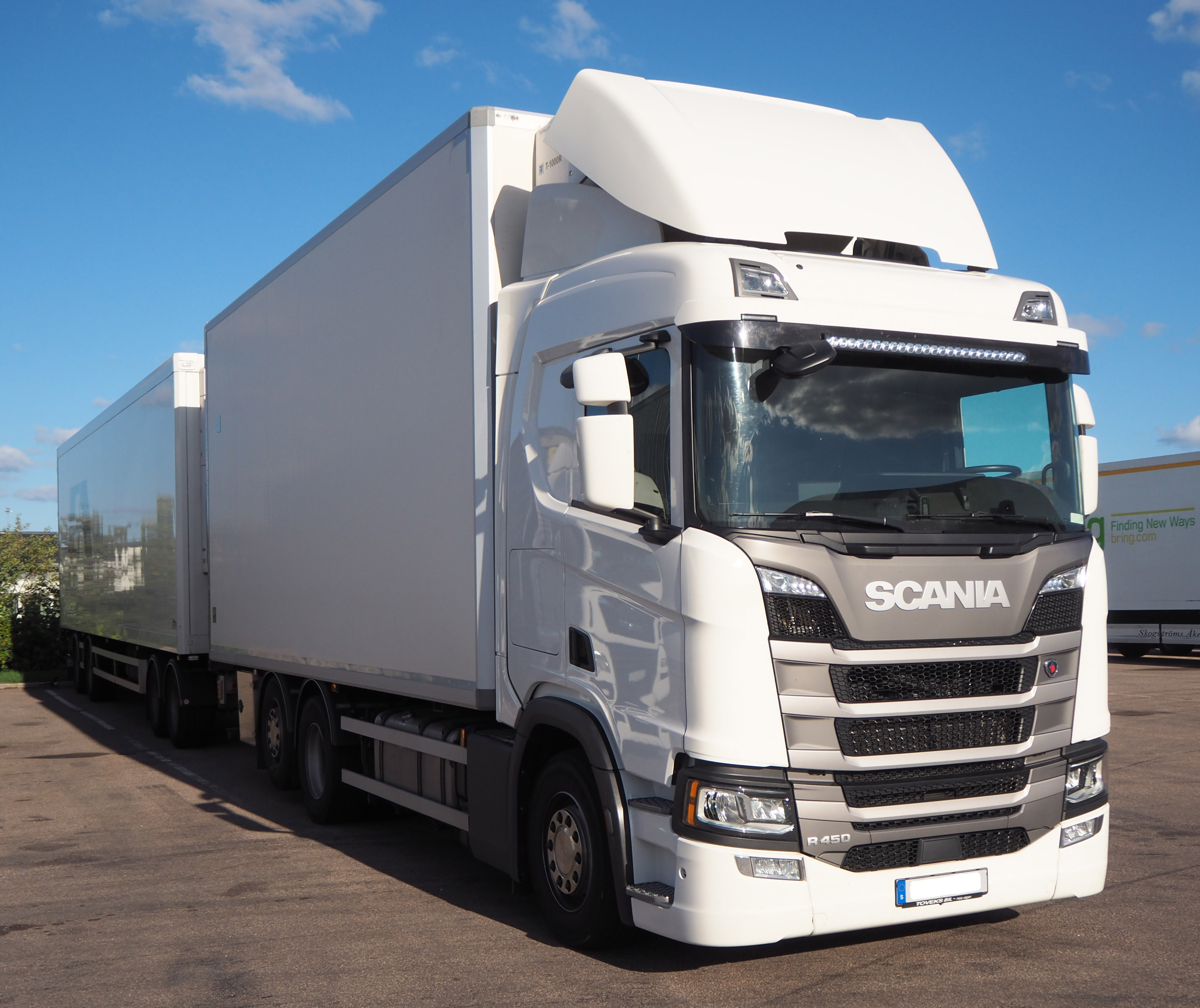
Автопоезд SCANIA R - Series второго поколения.

23 августа 2016 года на официальном сайте представлено новое поколение Scania R, которое отныне уступило флагманским местом Scania S. Автомобиль предлагается с кабиной Sleeper-normal cab и Sleeper-Highline. Колёсные формулы для седельных тягачей и шасси: 4*2 и 6*2.
Новое поколение Scania благодаря уникальной модульной системе стало полностью персонализированным, то есть может быть настроено точно под клиента и его потребности.
Среди уже известных особенностей нового поколения Scania выделяется обновленная кабина, её разработкой занималась итальянская кузовная студия Bertone. Кабины стали более просторными, длина кабины увеличилась на 5,08 см, крыша поднялась на 10 см. Улучшению комфорта способствует широкий диапазон регулировок водительского сиденья, увеличенное пространство для ног, что особенно понравится водителям высокого роста. Водительское сиденье теперь располагается на 65 мм ближе к лобовому стеклу и на 20 мм левее. Благодаря этому улучшилась прямая и боковая видимость. Можно заказать и удобное поворотное, и поворотно-откидное кресло, как на водительское, так и пассажирское. Приборная панель размещается немного ниже, чем в предыдущих моделях, и имеет модульную конструкцию.
Также кабины получили повышенную шумоизоляцию. Качество отделки и используемые материалы подняты на новый уровень и соответствуют уровню легкового, а не грузового автомобиля. Кроме того, Scania разработала совершенно новую климатическую систему, оптимизированную для минимального энергопотребления. Также упростилось техническое обслуживание климатической системы и дополнительного оборудования.
Все двигатели стандарта Евро-6 получили новые системы управления. Также появилась 13-литровая версия двигателя мощностью 500 л. с. с системой селективного каталитического восстановления. Помимо экономичного дизеля Scania предлагает двигатели, работающие на альтернативных видах топлива: биодизель, природный газ, биогаз.
В ноябре 2017 года состоялась презентация нового силового агрегата OC13, что работает на природном газе — LNG или СNG. Газовый двигатель OC13 построен на базе 12,7-литрового агрегата Scania. Двигатель Scania OC13 развивает мощность 410 л. с. при 1900 об/мин и максимальный крутящий момент 2000 Н*м при 1100—1400 об/мин. Газовый двигатель комплектуется исключительно с автоматической коробкой передач Scania.

### R XT

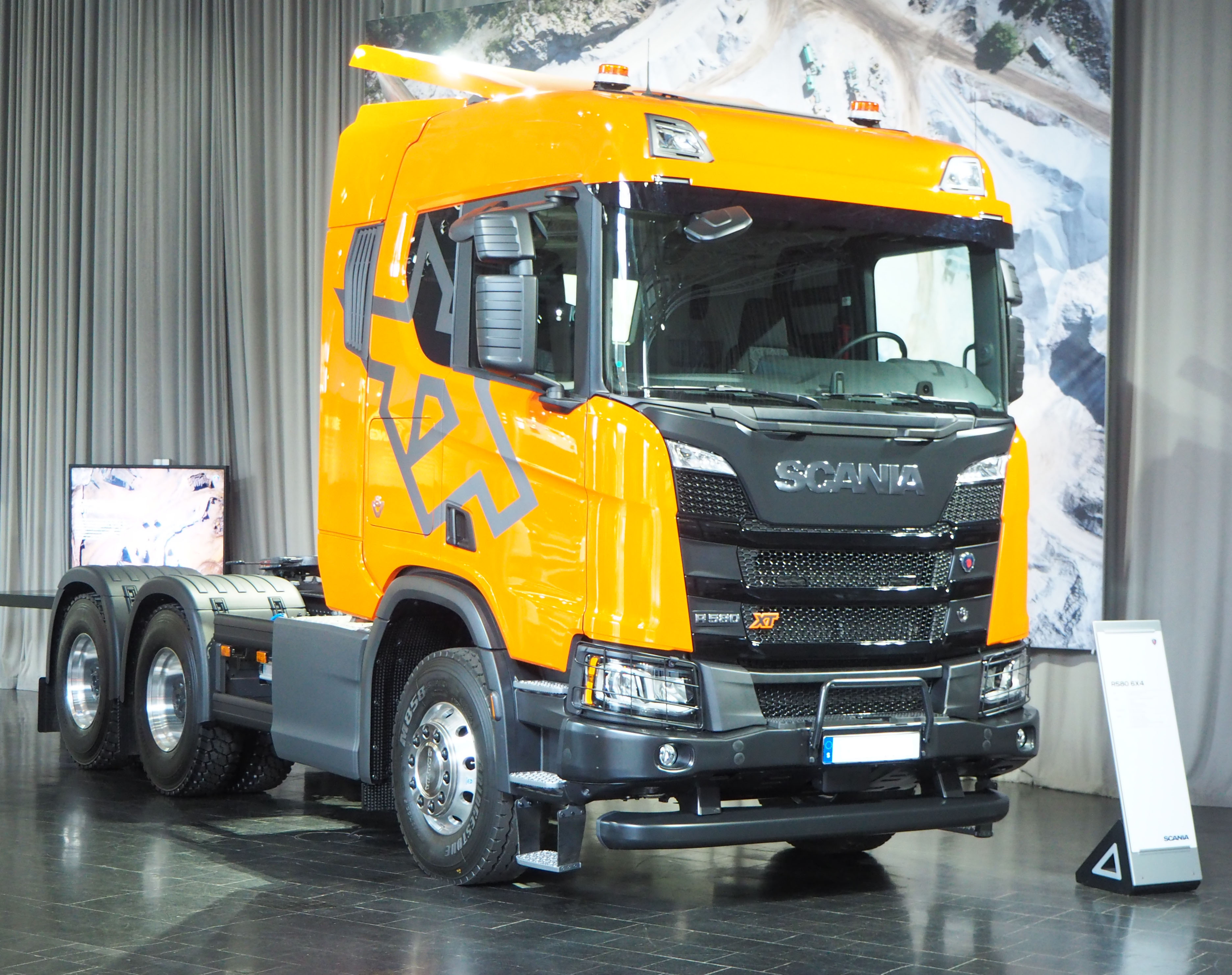
Тягач SCANIA R - Series XT

В сентябре 2017 года дебютировал строительный Scania R XT.
Мощный стальной передний бампер выдвинут на 150 мм за пределы кабины. Он обеспечивает угол въезда примерно 25 градусов. Такой бампер обладает необходимой прочностью, сохраняя основные узлы и агрегаты при небольших столкновениях. В центре бампера за откидывающейся рамкой переднего государственного номера размещён тяговый крюк, способный выдержать огромные нагрузки. Ступенька облегчает доступ к лобовому стеклу. На зеркала заднего вида установлены усиленные ребристые корпуса.

## Фотогалерея

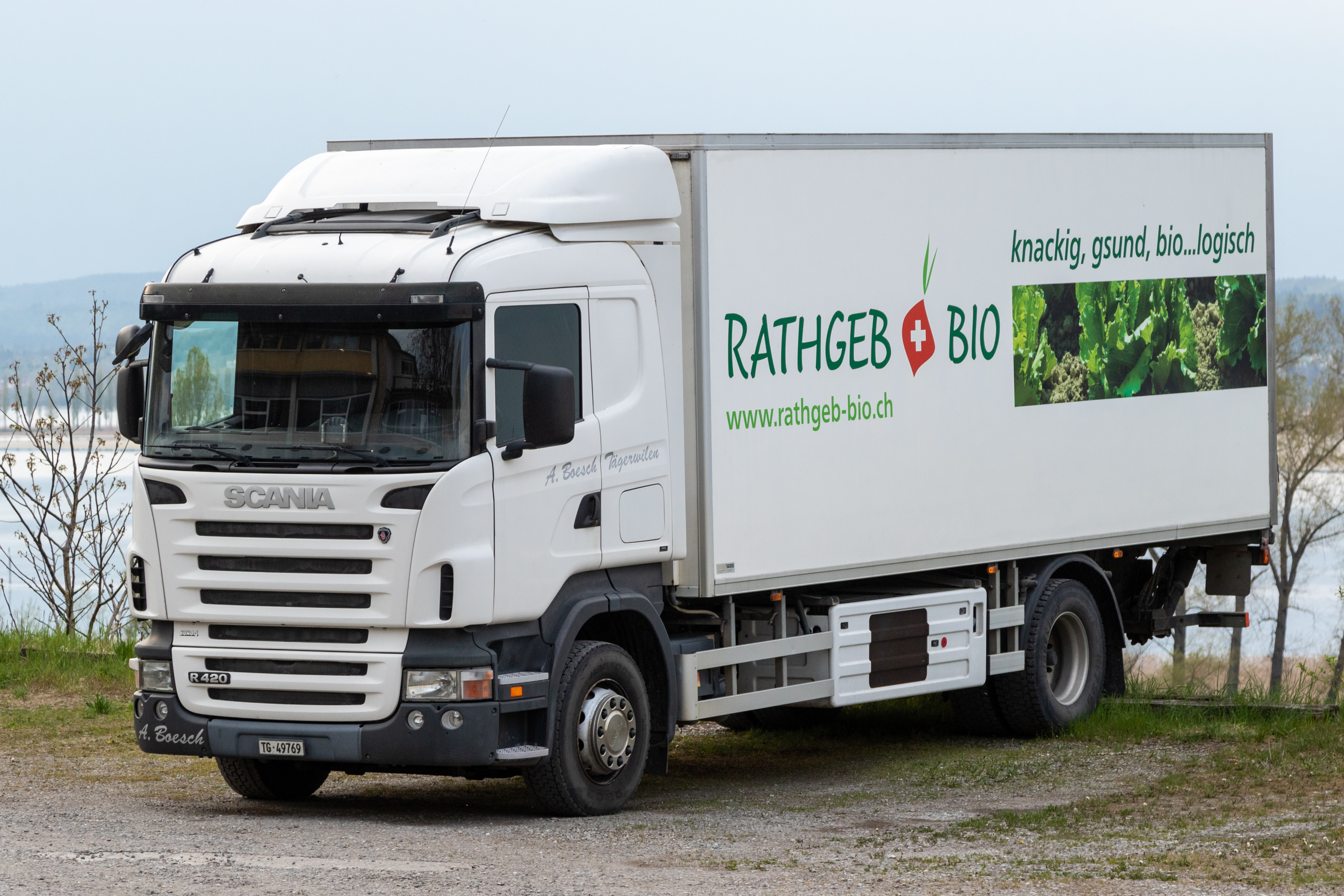
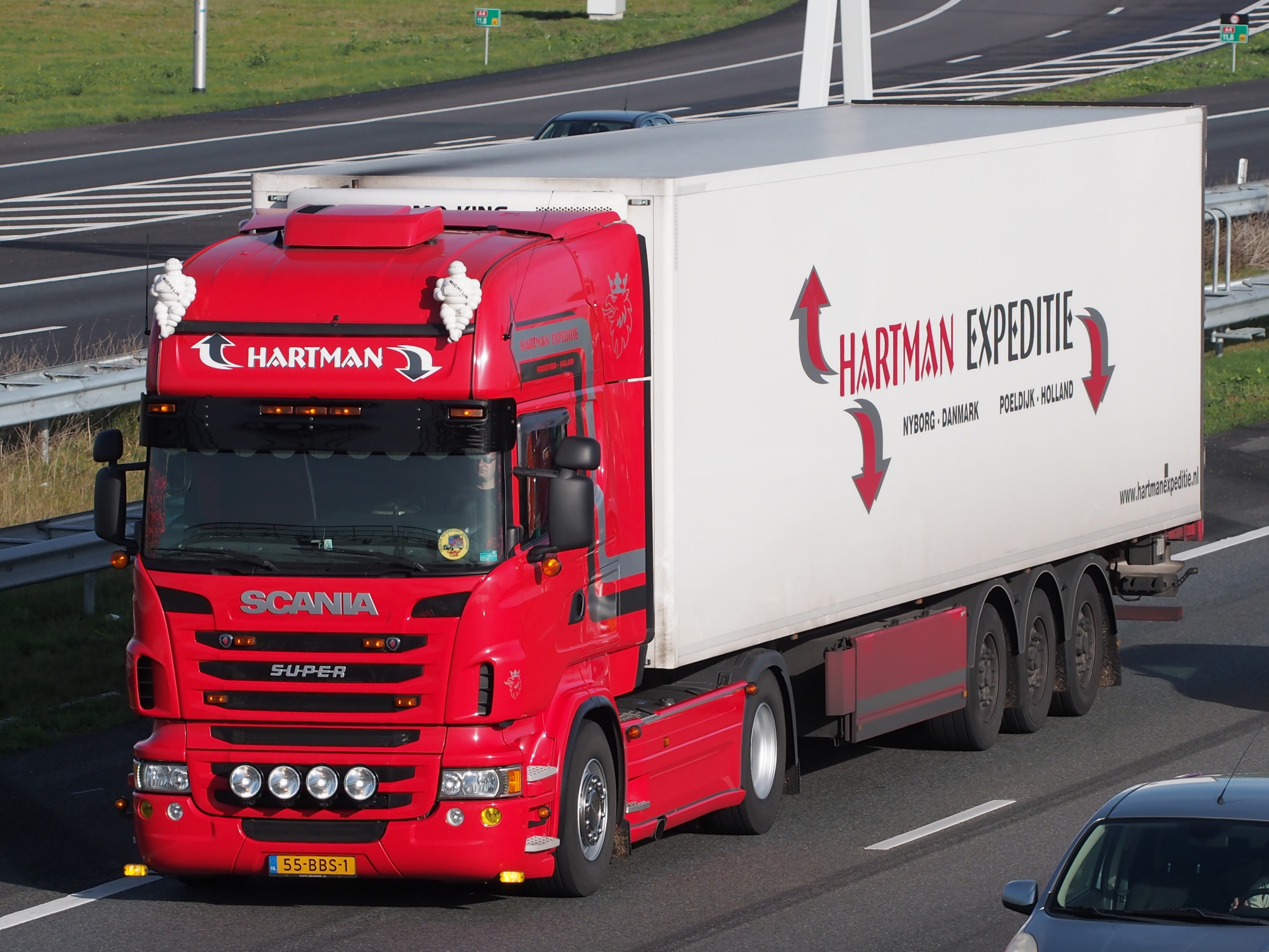
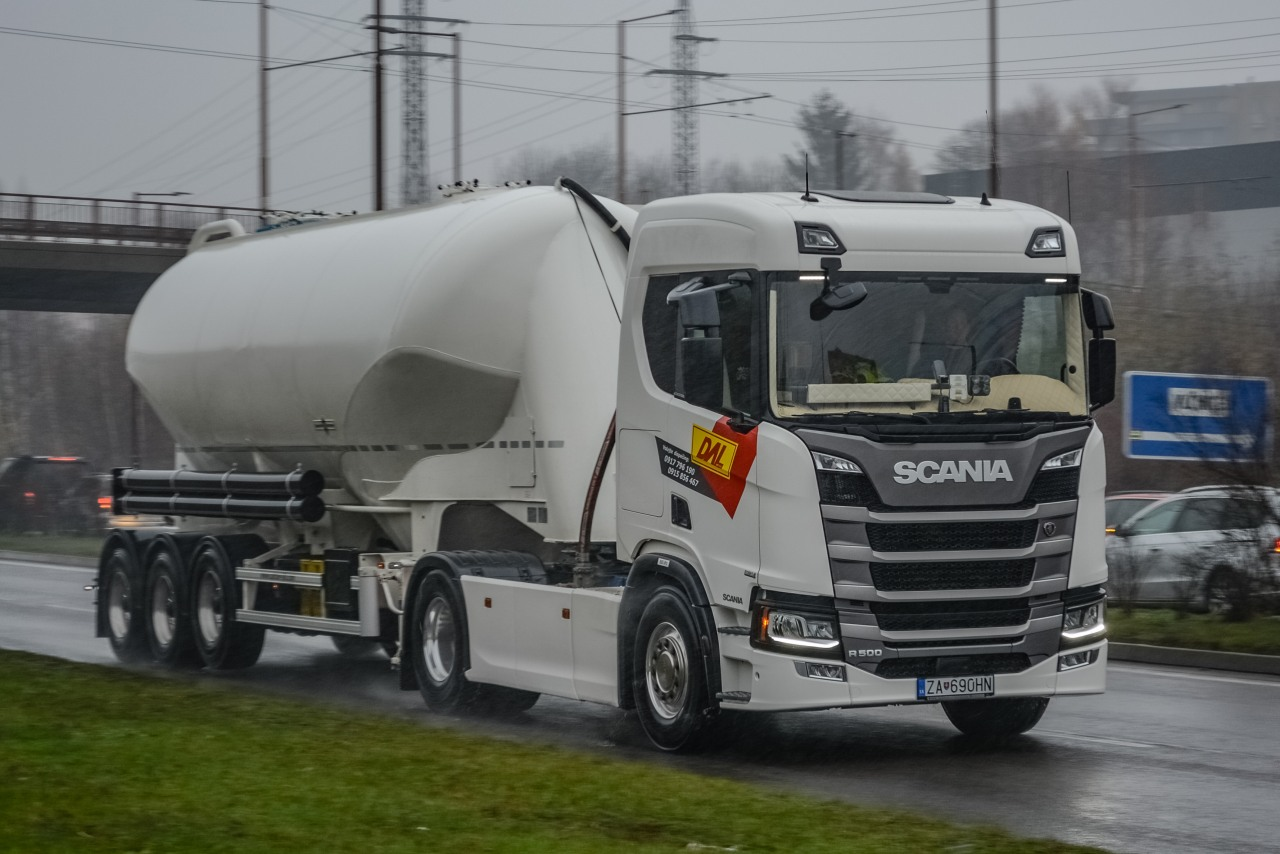
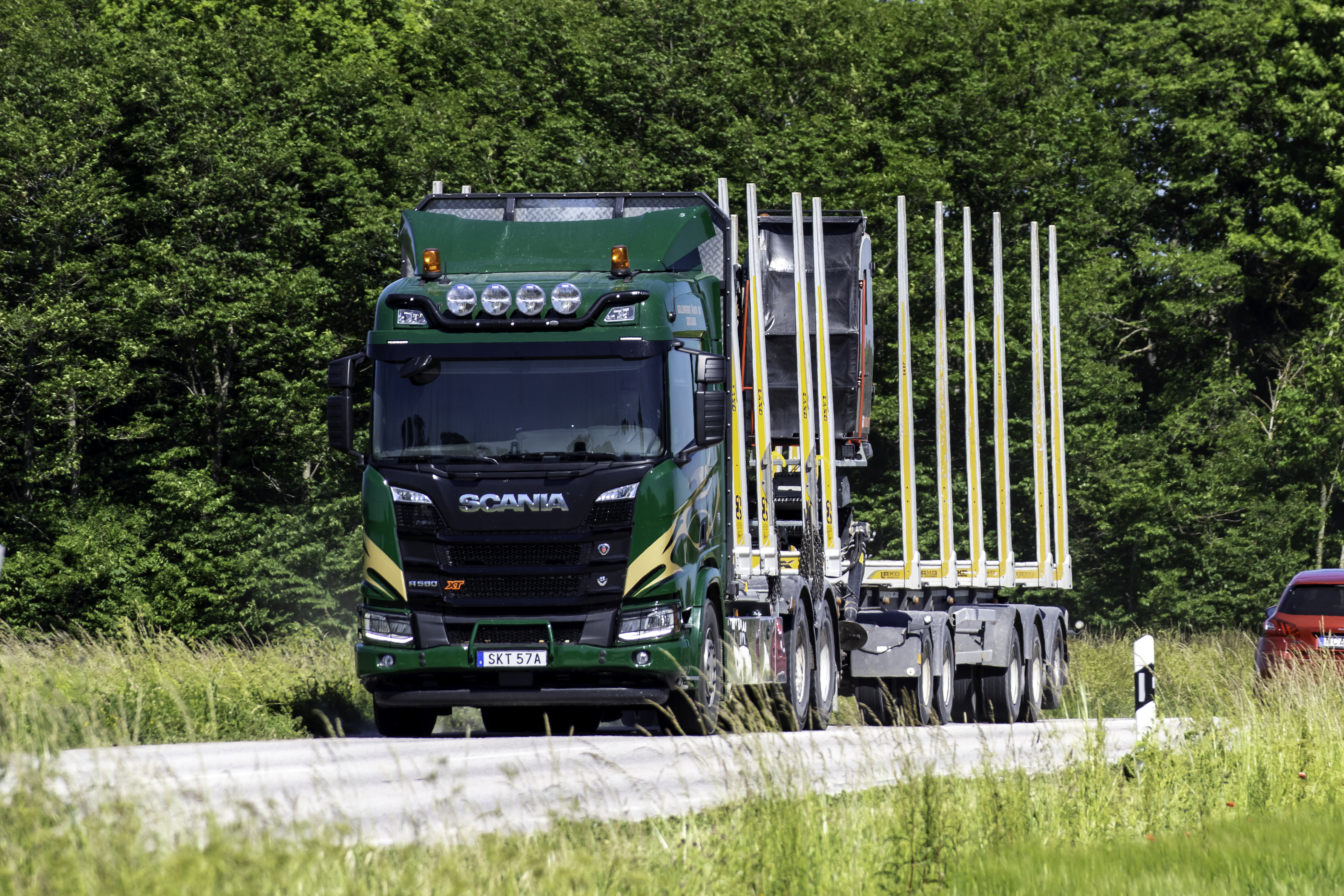
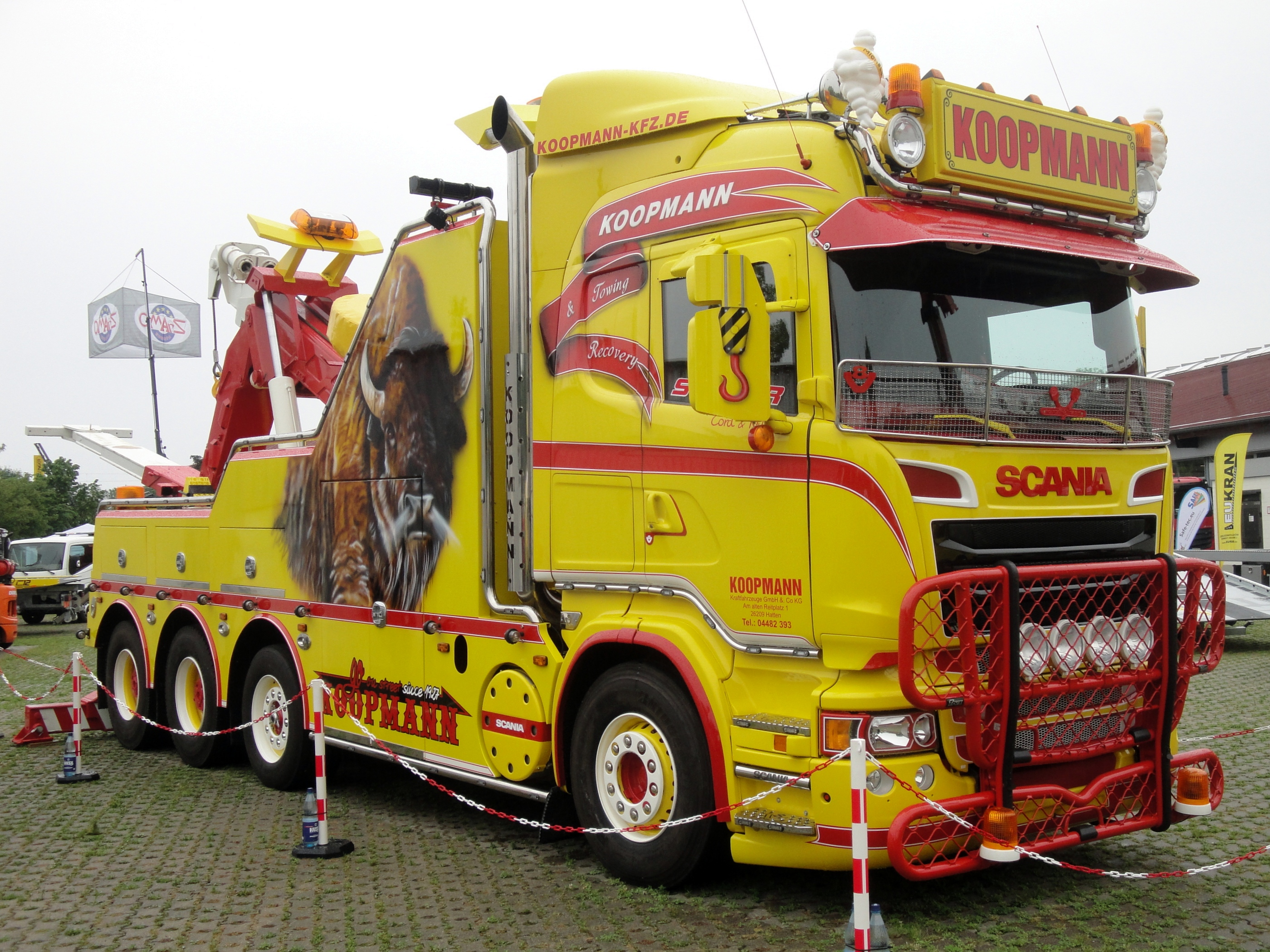

### Двигатели
| Модель                | Обозначение двигателя | Количество и расположение цилиндров | Объём                 | Мощность                | Крутящий момент               | Топливо               | Нормы выбросов        |
| 13-литровые двигатели | 13-литровые двигатели | 13-литровые двигатели               | 13-литровые двигатели | 13-литровые двигатели   | 13-литровые двигатели         | 13-литровые двигатели | 13-литровые двигатели |
| --------------------- | --------------------- | ----------------------------------- | --------------------- | ----------------------- | ----------------------------- | --------------------- | --------------------- |
| R410                  | DC13 101/139/141      | Р6                                  | 12,7 л                | 302 кВт при 1900 об/мин | 2150 Н*м при 1000—1300 об/мин | Дизельное             | Евро-6                |
| R450                  | DC13 143/148          | Р6                                  | 12,7 л                | 331 кВт при 1900 об/мин | 2350 Н*м при 1000—1300 об/мин | Дизельное             | Евро-6                |
| R500                  | DC13 146/155          | Р6                                  | 12,7 л                | 368 кВт при 1900 об/мин | 2550 Н*м при 1000—1300 об/мин | Дизельное             | Евро-6                |
| 16-литровые двигатели |                       |                                     |                       |                         |                               |                       |                       |
| R520                  | DC16 101              | V8                                  | 16,4 л                | 382 кВт при 1900 об/мин | 2700 Н*м при 1000—1300 об/мин | Дизельное             | Евро-6                |
| R580                  | DC16 102              | V8                                  | 16,4 л                | 427 кВт при 1900 об/мин | 3000 Н*м при 1000—1350 об/мин | Дизельное             | Евро-6                |
| R730                  | DC16 103              | V8                                  | 16,4 л                | 537 кВт при 1900 об/мин | 3500 Н*м при 1000—1400 об/мин | Дизельное             | Евро-6                |